# Georg Enhörning
Henrik Georg Enhörning, född den 8 augusti 1867 i Knista församling, Örebro län, död den 5 december 1922 i Västerås, var en svensk ämbetsman. 
Enhörning blev student vid Uppsala universitet 1887 och avlade examen till rättegångsverken där 1891. Han blev extra ordinarie notarie i Svea hovrätt sistnämnda år, extra ordinarie landskanslist i Västmanlands län samma år, vice häradshövding 1893, ordinarie landskanslist i Västmanlands län 1896, länsnotarie där 1905 och landssekreterare 1917. Enhörning blev riddare av Vasaorden 1916. Han omkom i en bilolycka. Enhörning vilar på Östra kyrkogården i Västerås.